# NGC 6814
NGC 6814 is een balkspiraalstelsel in het sterrenbeeld Arend. Het hemelobject werd op 2 augustus 1788 ontdekt door de Duits-Britse astronoom William Herschel. Door de indrukwekkend uitziende struktuur ervan wordt dit stelsel een Grand Design Spiral Galaxy genoemd. De locatie van NGC 6814 in de sterrenhemel is ongeveer halfweg tussen de sterren 37-k Aquilae en 51 Aquilae, in het zuidelijke gedeelte van het sterrenbeeld Arend dat ook wel bekend is als het sub-sterrenbeeld Antinoüs.

## Synoniemen
- MCG -2-50-1
- IRAS 19399-1026
- PGC 63545